# Colobothea amoena
Colobothea amoena là một loài bọ cánh cứng trong họ Cerambycidae.